# Лили Олдриџ
Лили Мод Олдриџ (енгл. Lily Maud Aldridge) је америчка манекенка и фото-модел, рођена 15. новембра 1985. у Лос Анђелесу (САД).
Позната је по сарадњи са компанијом доњег веша Викторијас Сикрет, где ради од 2009. године.
2003, када је имала 17 година, Лили се појавила на августовском броју шпанског магазина Вог.
Прва колекција у Викторијас Сикрету била јој је ПИНК Планета. 
За себе каже да је рокерски анђео. Заштитно је лице најновије колекције Викторијас Сикрета, ''Dream Angels Forever''. 
Верена је за члана бенда Kings Of Leon, Кејлеба Фоловила.